# 王录 (1916年)
王录（1916年—1978年6月5日），山东省黄县人，中华人民共和国政治人物。

## 生平
早年参加抗日战争，任八路军129师东进纵队第五支队政治部教育科长，中共吉林省委办公厅主任，中共中央东北局农村工作部副部长，因提倡生产互助模式，重用担任中共中央农村工作部处长。1978年去世。